# Lepidotrichidae
Los lepidotríquidos (Lepidotrichidae) son una familia de insectos basales pertenecientes al orden Zygentoma. Se considera que la familia contiene dos géneros, el extinto Lepidotrix, conocido a partir de especímenes conservados en ámbar báltico, y el existente Tricholepidion, que contiene una sola especie, Tricholepidion gertschi (comúnmente llamada pececillo de plata del bosque, del inglés forest silverfish). Investigaciones recientes han sugerido que la especie actual deberían asignarse a su propia familia, Tricholepidiidae.